# Імамходжаєв Дієр Аброровіч

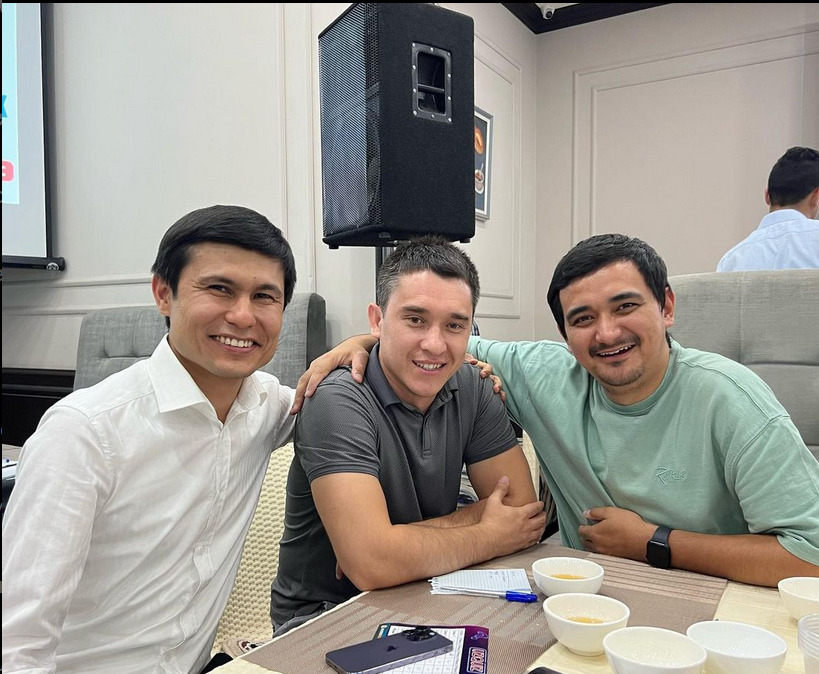
Хушнуд Худойбердієв, Діяр Імамходжаєв та Мухрім Азамходжаєв

Імамходжаєв Дієр Аброровіч (узб. Imomxoʻjayev Diyor Abrorovich, народився  22 вересня 1989 року в Ташкенті) — футбольний спеціаліст, футбольний коментатор, генеральний директор Професійної футбольної ліги Узбекистану (з 1 червня 2020 року по теперішній час). Онук відомого спортивного коментатора і футбольного судді Ахбора Імамходжаєва.

## Біографія
У 1996-2005 роках Дієр Імамходжаєв навчався в школі № 320 в Ташкенті. З 2007 по 2011 рік він навчався на ступінь бакалавра в галузі міжнародної журналістики в узбецькому Державному університеті світових мов. У 2018 році почав працювати в професійній футбольній лізі Узбекистану радником Генерального директора, в тому ж році вступив на футбольний факультет узбецького державного університету фізичної культури і спорту на другу спеціальність. У 2021 році він закінчив цей університет як футбольний фахівець.

## Інтерес до журналістики
Його батько Аброр Імамходжаєв (старший син Ахбора Імамходжаєва, брата спортивного коментатора Зафара Імамходжаєва) багато років працював у Національній телерадіокомпанії Узбекистану, а в 2000 році очолив нещодавно відкриту спортивну студію на телеканалі "Ёшлар" (укр. Молодіжка). Разом з Аброром Імамходжаєвим в студії працював відомий футбольний коментатор Хайрулла Хамідов. Його шоу "Футбол+" і програма "тиждень європейського футболу", написана відомим російським коментатором Георгієм Черданцевим, яка послужила джерелом для цього шоу, стали великим стимулом для інтересу Дієра Імамходжаєва до футбольної журналістики. Також з 2001 по 2002 рік в газеті "Футбол" разом працювали такі фахівці, як Аброр Імамходжаєв, Хайрулла Хамідов, Аваз Бердикулов. Юний футбольний уболівальник читав газету, не пропускаючи жодного номера. Таким чином, у нього було два кумира Футбольної журналістики: Хайрулла Хамідов і Аваз Бердикулов. До 2005 року Дієр Імамходжаєв почав працювати звукорежисером на радіостанції "Навруз". До цього часу Хайрулла Хамідов був автором релігійно-просвітницьких програм на радіо, а також видавав газету "Одамлар орасіда" спільно з Авазом Бердикуловим і Ікром Улугбаєвим. Перші статті Дієра Імамходжаєва з'явилися в цьому номері завдяки Хайруллі Хамідову. До 2010 року uff.uz він зіграв важливу роль в узбецькому футболі. Пізніше цей сайт став базою для діяльності таких видань, як" чемпіон","Стадіон". У цих публікаціях Діер Имамходжаев познайомився з такими майстрами своєї справи, як Шухрат Шакирджонов, Кахрамон Асланов, Мухрим Агзамходжаев, Хушнуд Худойбердиев.

## Професійна діяльність
У 2007 році працював звукорежисером на радіо "Навруз", віщає з 2008 року. Ахбор Імамходжаєв влаштував своєму онукові пряму трансляцію свого "Футбольного перехрестя". На додаток до годинної передачі, присвяченої футболу щонеділі, пізніше він двічі на день транслював спортивні новини. Паралельно він продовжив навчання на факультеті міжнародної журналістики. У 2011 році Дієр Імамходжаєв брав безпосередню участь у створенні популярного видання kun.uz . П'ятеро студентів Університету світових мов заснували видання " Кун " під керівництвом Мухріма Азамходжаєва. У тому ж році прес-секретар Футбольної асоціації Узбекистану Санжар Різаєв (експерт Азійської конфедерації футболу) запросив Мухріма Азамходжаєва і Дієра Імамходжаєва в прес-службу Професійної футбольної ліги Узбекистану. Але через шість місяців, у вересні 2012 року, Дієр отримав річний грант від Національного університету Джакарти і виїхав до Індонезії. У 2013 році він почав працювати на телерадіоканалі "Спорт". Він працював над авторським шоу Зафара Имамходжаева "Футбольное обозрение". У 2015 році він транслював свою авторську програму "футбольний клуб". Цей проект став приводом попрощатися з Національною телерадіокомпанією. У 2015 році прес-служба футбольного клубу "Локомотив" запропонувала йому роботу. Після 2 місяців діяльності Дієр Імамходжаєв перейшов на онлайн-видання "Дарині" за пропозицією Мухріма Азамходжаєва. З 2016 року він також паралельно співпрацює з "championat.asia". Він також висвітлював англійську Прем'єр-лігу, іспанську Ла Лігу, італійську Серію А, Лігу європейських чемпіонів і Лігу Європи в період з 2016 по 2020 рік на UzReport TV і Futbol TV. У 2018 році перший віце-президент Футбольної асоціації Узбекистану Умід Ахмаджанов запросив Дієра Імамходжаєва в якості радника Генерального директора Професійної футбольної ліги Узбекистану. З 2019 року він почав працювати заступником генерального директора ПФЛ Узбекистану. 1 червня 2020 року за рекомендацією Президента Футбольної асоціації Узбекистану Абдусалома Азізова став генеральним директором Професійної футбольної ліги Узбекистану. У Дієра Імамходжаєва є власний канал в Telegram, де він ділиться контентом як про футбол, так і про професійну діяльність. Поки що цей канал є першим джерелом висвітлення позиції генерального директора організації в засобах масової інформації.